# Eleonora Vallone
Eleonora Vallone (n. 1 februarie 1955, Roma, Italia) este o actriță italiană.